# Ludwig Zoepf
Ludwig Zoepf (* 6. August 1880 in Tegernsee; † 13. November 1966) war ein deutscher Bibliothekar und Schriftsteller.

## Wirken
Ludwig Zoepf studierte nach seiner 1901 am Ludwigs-Gymnasium München abgelegten Reifeprüfung Geschichte, Germanistik, Kunstgeschichte und Philosophie an der Universität München und der Eberhard-Karls-Universität Tübingen. In Tübingen promovierte er 1907 bei dem Historiker Walter Goetz. Von 1907 bis 1918 war er (mit Unterbrechungen) als wissenschaftlicher Hilfsarbeiter an der Universitätsbibliothek Tübingen tätig. In den Jahren 1919 bis 1923 wurde er wegen Krankheit beurlaubt. Im Jahre 1923 trat er als Bibliothekar wieder in den Dienst an der Universitätsbibliothek Tübingen ein. Wegen einer Auseinandersetzung mit Georg Leyh, dem damaligen Direktor der UB Tübingen, wechselte er 1938 (seit 1936 war Zoepf stellvertretender Direktor der UB) an die Württembergische Landesbibliothek in Stuttgart, wo er bis zum Eintritt in den Ruhestand 1947 arbeitete.
Außer seiner bibliothekarischen Tätigkeit hat Zoepf als Schriftsteller zahlreiche literarische Arbeiten, vor allem Märchen und Gedichte, veröffentlicht.
Ein Teilnachlass von Ludwig Zoepf befindet sich in der Universitätsbibliothek Tübingen unter der Signatur Mn 37 (Werkmanuskripte, Korrespondenz, Sammelstücke, Widmungsexemplare seiner Werke).

## Veröffentlichungen (Auswahl)
Wissenschaftliche und historische Arbeiten
- Beiträge zur Hagiographie im X. Jahrhundert. Teubner, Leipzig 1908 (Dissertation der Universität Tübingen, Teildruck).
- Das Heiligenleben im 10. Jahrhundert (= Beiträge zur Kulturgeschichte des Mittelalters und der Renaissance, Bd. 1). Teubner, Leipzig 1908 (Dissertation Universität Tübingen, vollständige Ausgabe).
- Die Mystikerin Margaretha Ebner (c. 1291–1351) (= Beiträge zur Kulturgeschichte des Mittelalters und der Renaissance, Bd. 16). Teubner, Leipzig 1914.
- Lioba, Hathumot, Wiborada. Drei Heilige des deutschen Mittelalters. Verlag ars sacra, München 1915.
- Der Mystiker Johannes Tauler. Zoepf, Tübingen 1915.
- Schuld oder Schicksal? Ein geschichtlicher Erklärungsversuch der gegenwärtigen Lage Deutschlands. Zoepf, Worms 1921.
- Die Universität Tübingen. Ihre Institute und Einrichtungen; 78 Lichtbilder. Lindner, Düsseldorf 1928.
- Die Brüder Grimm als Bibliothekare. In: Zentralblatt für Bibliothekswesen, Bd. 45 (1928), S. 123–136.
- Aus der Geschichte der Tübinger Universitätsbibliothek (1477–1607). In: Zentralblatt für Bibliothekswesen, Bd. 52 (1935), S. 472–483.
- Magister Georg Burckard (1539–1607). Ein Tübinger Zeitbild aus der 2. Hälfte des 16. Jahrhunderts. Tübingen 1935.
- Georg Burckhardt. Professor der Beredsamkeit : 1539–1607. In: Schwäbische Lebensbilder, Bd. 1 (1940), S. 54–61.

Belletristische Arbeiten
- Es muß ein Himmel sein! Kleine Erzählungen, Märchen, Gedichte und Lieder. Kirchheim, Mainz 1911.
- Von Sonnenschein und Liebe. 2. Aufl. Kirchheim, Mainz 1911.
- Sehnsucht und Erfüllung. Erzählungen, Märchen und Gedichte. Kirchheim, Mainz 1912.
- Briefe eines Kriegsuntauglichen. 2. Aufl. Holland und Josenhans, Stuttgart 1916.
- „Das Ziel“. Vier Reden. Verlag Naturwissenschaften, Leipzig 1917.
- Ein Frühlingsmärchen. Hoffmann, Stuttgart 1917.
- Kieselsteine. Sieben Märchen. Zoepf, Tübingen 1930.
- Aus Deutschland. Erdachtes und Erlebtes. Zoepf, Tübingen 1932.
- (Hrsg.): Wilhelm Laage. Holzschnittmeister und Maler. Zoepf, Tübingen 1934.
- Eine Gabe. Gulde, Tübingen 1937.
- Warum? Frage und Antwort für suchende Deutsche. Zoepf, Ludwigsburg 1947.
- Sonnenstrahlen. 7 Märchen. Fink, Stuttgart 1947.
- Goldfinger. Ein Märchenspiel in 8 Bildern. Zoepf, Ludwigsburg 1948.
- Herzblumen. Fünf Märchen. Fink, Stuttgart 1949.
- Schleier. Märchen für Erwachsene. Zoepf, Ludwigsburg 1950.
- Traumspiegel. Sechs Märchen. Fink, Stuttgart 1950.